# Nisshin, Aichi
Nisshin (日進市 Nisshin-shi, Nhật Tiến thị) là một thành phố thuộc tỉnh Aichi, Nhật Bản.
Thành phố được thành lập ngày 1 tháng 10 năm 1994.

## Thành phố kết nghĩa
- Owensboro, Kentucky[1], Hoa Kỳ